# Bembrops
Bembrops es un género de peces actinopeterigios marinos, distribuidos por aguas del océano Atlántico, océano Pacífico y océano Índico.

## Especies
Existen 17 especies reconocidas en este género:
- Bembrops anatirostris Ginsburg, 1955
- Bembrops cadenati Das y Nelson, 1996
- Bembrops caudimacula Steindachner, 1876
- Bembrops curvatura Okada y Suzuki, 1952
- Bembrops filiferus Gilbert, 1905
- Bembrops gobioides (Goode, 1880)
- Bembrops greyi Poll, 1959
- Bembrops heterurus (Miranda Ribeiro, 1903)
- Bembrops macromma Ginsburg, 1955
- Bembrops magnisquamis Ginsburg, 1955
- Bembrops morelandi Nelson, 1978
- Bembrops nelsoni Thompson y Suttkus, 2002
- Bembrops nematopterus Norman, 1939
- Bembrops ocellatus Thompson y Suttkus, 1998
- Bembrops platyrhynchus (Alcock, 1894)
- Bembrops quadrisella Thompson y Suttkus, 1998
- Bembrops raneyi Thompson y Suttkus, 1998